# Paolo Ferrarese
Don Paolo Ferrarese citato anche come Don Paulus Ferrariensis, Don Paulus Ferraris, Don Paolo Ferrarese, Paolo detto da Ferrara ovv. Ferrarese (Ferrara, ... – ...; fl. XVI-XVII secolo) è stato un compositore e poeta italiano nativo di Ferrara e che fiorì a Venezia durante la seconda metà del Cinquecento.
Operò a Venezia durante la seconda metà del Cinquecento. Consacrandosi all'arte della musica polifonica, Don Paolo Ferrarese partecipò a uno dei modi d’espressione più tipici del Rinascimento italiano.

## Biografia
Paolo Ferrarese è conosciuto soprattutto come autore di un'ampia serie di canti polifonici per la Settimana Santa. Questa collezione, pubblicata nel 1565, rappresenta una delle raccolte più complete di musica per la Liturgia cattolica. Una ragione per la produzione di un'opera tanto completa sarebbe il fatto che, con il compimento del Concilio di Trento, il rito romano si impose quasi ovunque nella Chiesa cattolica e si svilupparono nuove forme musicali. L'opera di Paolo da Ferrara fu una delle prime manifestazioni di queste riforme. Il Concilio ebbe un notevole influsso sulla musica, nella fattispecie sul canto gregoriano. Si cercò infatti di riportarlo alla purezza originale, eliminando ogni artificio aggiunto nel corso dei secoli. Vennero così aboliti i tropi e la maggior parte delle sequenze; venne inoltre eliminata ogni traccia di musica profana.
La pubblicazione del 1565, che raccoglie 93 canti, contiene vari passioni, lamentazioni, responsori, misereri e altri canti liturgici in esecuzione di una comanda speciale di don Benedetto Venetiano (ovv. “Vinitiano”), procuratore della congregazione di monaci benedettini cassinesi di San Giorgio Maggiore. L'opera venne pubblicata in quattro volumi da Girolamo Scotto (Hieronymus Schotus) a Venezia. Poco dopo la sua pubblicazione l'opera apparve già in vendita alla fiera del libro di Francoforte tramite il mercante di libri Georg Willer (1514-1593), che fu il maggior mercante di pubblicazioni musicali di Augusta.
Gli sono attribuite anche altre opere liturgiche: Psalmi omnes qui ad vesperas, pubblicati nel 1578; Responsoria hebdomadae sanctae per l'ufficio delle Tenebre (1592); Letanie della Madonna (1607).

## Opere e cataloghi
1. Passiones, lamentationes, Responsoria, Benedictus, Miserere, multaque alia devotissima cantica ad Offitium hebdomadae sanctae pertinentia, d. Pauli Ferrariensis, monachi divi Benedicti, Congregationis Cassinensis, Venetijs, apud Hieronymum Scotum, MCXV[1] [2]
2. Responsoria hebdomadae sanctae D. Pauli Ferraris Monaci S. Benedicti. - D. Hieronimo Zino Bonon.s Congregationis S. Georgii alga Veneti canonico scribente 1592[3]
3. Mottetti, madrigali e canzoni a tre, quattro, cinque e sei voci di Costanzo Festa, Marchetto, Tromboncino, Paolo da Ferrara monaco di S. Benedetto; di Josquin, Jo. Mouton, Jachet, P. Molu, Sebast. Gallus, Claudin, Verdelot. - Ms. del secolo XVI in 8° obl. Il solo tenore.[4]

## Ubicazione delle opere
- Museo Internazionale e Biblioteca della Musica, Bologna, 310.
- British Library, Londra, D.83.

## Contenuto della collezione del 1565
1. Voces Christi & Judeorum ad passionem Domini secundum Matthaeum
2. Improperium expectavit cor meum
3. Adoramus te Jesu Christe
4. Pater si non potest hic calix
5. Turba in passione Domini secundum Marcum
6. Et cum iam sero
7. Adoramus te Jesu Christe
8. Turba in passione Domini secundum Lucam
9. Et ecce vir nomine Joseph
10. Adoramus te Jesu Christe
11. Incipit lamentatio Hieremiae Prophetae
12. In monte Oliveti
13. He. Facti sunt hostes eius
14. Tristis est anima mea
15. Teth. Sondes eius impedibus eius
16. Ecce vidimus eum non habentem speciem
17. Amicus meus osculi
18. Judas mercator pessimus
19. Unus ex discipulis
20. Eram quasi agnus innocens
21. Una hora non potuistis
22. Seniores populi consilium
23. Benedictus Dominus Deus Israel
24. Miserere mei Deus secundum
25. Christus factus est pro nobis
26. Dextera Domini fecit virtutem
27. Adoramus te Christe
28. Ave verum corpus
29. Dominus Jesus postquam cenavit
30. Pangue lingua gloriosi corporis
31. Pangue lingua
32. Sacris solemniis
33. Cum autem venissem
34. Ecce vidimus eum non habentem speciem
35. Cum vero venissem
36. Sepulto Domino
37. Sepulto Domino
38. Sepulto Domino
39. Ubi caritas et amor
40. Sequitur in lamentatione Hieremiae
41. Omnes amici mei
42. He. Factus es Dominus
43. Velum templi scissum
44. Teth. Defixae sunt in terram
45. Vinea mea electa
46. Tamquam ad latronem
47. Tenebrae factae sunt
48. Animam meam dilectam
49. Tradiderunt me in manus impiorum
50. Jesum tradidit impius
51. Caligaverunt oculi mei
52. Benedictus Dominus Deus Israel
53. Miserere mei Deus secundum
54. Benedictus Dominus Deus Israel. 4. Toni
55. Miserere mei Deus secundum
56. Voces Christi et Judeorum in passione Domini secundum Joannem
57. Stabat iuxta crucem
58. Pange lingua gloriosi praelium
59. Stabat mater
60. Plangent eum
61. Cum autem venissem
62. Cum autem venissem
63. Ave verum corpus
64. Ave Domine Jesu Christe
65. Ave Domine Jesu Christe
66. Sequitur in lamentatione Hieremiae
67. Sicut ovis ad occisionem
68. Heth. Denigrata est super carbones
69. Hierusalem luge & exue te
70. Incipit oratio Hieremiae prophetae
71. Incipit oratio Hieremiae prophetae
72. Plange quasi virgo
73. Recessit pastor noster
74. O vos omnes qui transitis
75. Ecce quomodo moritur
76. Astiterunt reges terrae
77. Estimatus sum cum descendentibus
78. Sepulto Domino signatum est monumentum
79. Benedictus Dominus Deus Israel
80. Miserere mei Deus secundum
81. Benedictus Dominus Deus Israel
82. Miserere mei Deus secundum
83. Incipit lamentatio Hieremiae prophetae
84. He. Facti sunt hostes
85. Lamech. O vos omnes qui transitis
86. Sequitur in lamentatione Hieremiae
87. He. Factus est Dominus
88. Teth. Defixae sunt in terra portae eius
89. Sequitur in lamentatione Hieremiae
90. Zai. Candidores Nazarei
91. Incipit oratio Hieremiae prophetae
92. Christus natus est nobis. 6. Toni
93. Christus natus est nobis. 4. Toni